# مقبره محبت
مجموعهٔ مقبرهٔ محبت (انگلیسی: Mahabat Maqbara complex) و مقبرهٔ بهاءالدین آرامگاه‌هایی در جوناگاد در ایالت گجرات، هند هستند. این دو آرامگاه به ترتیب در سال‌های ۱۸۹۲ و ۱۸۹۶ تکمیل شدند و به ترتیب به محبت‌خان دوم، نواب ایالت جوناگاد و بهاءالدین حسین بهار، وزیر او، اختصاص داده شده‌اند.

## تاریخچه
نواب‌های خاندان بابی بر ایالت سابق جوناگاد حکومت می‌کردند. ساخت مقبرهٔ محبت در سال ۱۸۷۸ توسط نواب محبت‌خان دوم (۱۸۸۲–۱۸۵۱) آغاز شد و در سال ۱۸۹۲ در زمان سلطنت نواب بهادر خان سوم (۱۸۹۲–۱۸۸۲) به پایان رسید. این مقبره محل دفن محبت‌خان دوم است. این بنا یک بنای حفاظت‌شده دولتی تحت قانون آثار باستانی و بقایای باستان‌شناسی و مکان‌های باستانی گجرات، ۱۹۶۵ است.
آرامگاه مجاور در شمال توسط شیخ بهاءالدین حسین بهار، وزیر محبت‌خان دوم، با هزینه شخصی خود در طول سال‌های ۱۸۹۶–۱۸۹۱ ساخته شد. این آرامگاه به نام بهاءالدین‌مقبره یا مقبره وزیر معروف است.

## معماری
این آرامگاه‌ها به دلیل تلفیق سبک‌های معماری هندو-اسلامی (عمدتاً گجراتی و گورکانی) با تأثیر قابل توجه اروپایی (گوتیک) شناخته شده‌اند.
این آرامگاه‌ها دارای کنده‌کاری‌هایی بر روی نمای داخلی و بیرونی و طاق‌های خود با نمای بیرونی قهوه‌ای روشن مایل به زرد هستند. آنها دارای گنبدهای پیازی شکل، پنجره‌های فرانسوی، مجسمه‌ها، کارهای مرمری، ستون‌های مرمری، شباک‌های مرمری و درهای نقره‌ای هستند. مناره‌های چهار طرف یکی از این آرامگاه‌ها دارای پلکان‌های مارپیچی در اطراف خود هستند.
مسجد جامعی نیز در نزدیکی با سبک معماری مشابه قرار دارد.